# Pepito Produzioni
La Pepito Produzioni Srl è una società indipendente di produzione co-fondata nel 2011 da Agostino Saccà e Giuseppe Saccà.

## Storia
La prima produzione di Pepito è il film L'arrivo di Wang, scritto e diretto dai Manetti Bros. nel 2011.
I Manetti Bros. scrivono e dirigono poi anche il secondo film di Pepito, Paura del 2012.
Nel 2015 viene prodotto Sei mai stata sulla Luna? per la regia di Paolo Genovese e con protagonista l'attore Raoul Bova.
Nel 2017 è il turno della pellicola Dove non ho mai abitato, per la regia dell'autore Paolo Franchi, candidato a tre Nastro d'argento, due Globo d'oro e tre Ciak d'oro. Dove non ho mai abitato  è stato distribuito in Italia da Lucky red. Nello stesso anno, Pepito produce La tenerezza di Gianni Amelio, vincitore di quattro Nastro d'argento (film, regia, attore protagonista e fotografia), due Ciak d'oro, il Globo d'oro e il David di Donatello per il miglior attore protagonista a Renato Carpentieri.
Nel 2018, Pepito Produzioni scopre i fratelli Damiano e Fabio D'Innocenzo lanciandoli sul mercato cinematografico con il loro primo film, La terra dell'abbastanza. Il film viene presentato alla Berlinale nel 2018 nella sezione "Panorama”" ottenendo numerosi riconoscimenti tra i quali la vittoria come miglior opera prima, migliori registi esordienti e miglior sceneggiatura ai Nastri d'argento 2018.
Negli anni successivi la filmografia di Pepito si arricchisce di nuovi progetti con Non sono un assassino nel 2019 di Andrea Zaccariello, film tratto dal romanzo di Francesco Cringella e con protagonista Riccardo Scamarcio, e con Hammamet nel 2020, per la regia di Gianni Amelio. Il film, che vede l'interpretazione di Pierfrancesco Favino, è valso a Pepito il Nastro d'argento come miglior produttore.
Sempre nel 2020 viene prodotto Favolacce, per la regia dei fratelli D'Innocenzo. La pellicola ha vinto l'Orso d'argento per la miglior sceneggiatura al Festival di Berlino. Per questo film, Pepito Produzioni ha vinto il Nastro d'argento e il Ciak d'oro come miglior produttore.
Per la televisione, Pepito produce nel 2014 La tempesta, con la regia di Fabrizio Costa, e i film TV Un marito di troppo, Una Ferrari per due, Una villa per due e Una coppia modello per il ciclo Purché finisca bene.
Nel 2016 è il turno della serie tv Baciato dal sole, per la regia di Antonello Grimaldi e con Guglielmo Scilla, e di altri tre racconti antologici di Purché finisca bene: Il mio vicino del piano di sopra, Piccoli segreti, grandi bugie e Mia moglie, mia figlia, due bebè.
Nel 2019 Pepito produce Volevo fare la rockstar, serie televisiva diretta da Matteo Oleotto. La serie riscuote successo di pubblico sia in chiaro che sulla piattaforma streaming della Rai, RaiPlay. Continua la produzione di Purché finisca bene con Basta un paio di baffi, L'amore, il sole e le altre stelle e Non ho niente da perdere.
Nel 2020, la società ha prodotto altri due film TV per Purché finisca bene: Mai scherzare con le stelle! e Al posto suo.
Pepito è stata impegnata nel corso degli anni anche nella produzione di documentari. Nel 2014 acquisisce i diritti de La Bohème a Pompei, rappresentazione dell'opera di Giacomo Puccini nell'ambientazione degli scavi archeologici di Pompei.
Nel 2015 produce I giganti, racconto delle regioni italiane attraverso il punto di vista degli alberi monumentali.
Nel 2019 viene prodotto I grandi dimenticati, serie di documentari che racconta i grandi e i piccoli gioielli del patrimonio artistico e culturale italiano e le storie che si sono intrecciate nel corso dei secoli.

## Produzioni

### Cinema
- L'arrivo di Wang, regia dei Manetti Bros. (2011)
- Paura, regia dei Manetti Bros. (2012)
- Sei mai stata sulla Luna?, regia di Paolo Genovese (2015)
- Dove non ho mai abitato, regia di Paolo Franchi (2017)
- La tenerezza, regia di Gianni Amelio (2017)
- La terra dell'abbastanza, regia dii Damiano e Fabio D'Innocenzo (2018)
- Non sono un assassino, regia di Andrea Zaccariello (2019)
- Hammamet, regia di Gianni Amelio (2019)
- Favolacce, regia di Damiano e Fabio D'Innocenzo (2020)

### Documentari
- La Bohème a Pompei (2014)
- I giganti (2015)
- I grandi dimenticati (2019)

### Produzioni televisive
- La tempesta, regia di Fabrizio Costa (2014)
- Un marito di troppo, regia di Luca Ribuoli (2014)
- Una Ferrari per due, regia di Fabrizio Costa (2014)
- Una villa per due, regia di Fabrizio Costa (2014)
- Una coppia modello, regia di Fabrizio Costa (2014)
- Il mio vicino del piano di sopra, regia di Fabrizio Costa (2016)
- Piccoli segreti, grandi bugie, regia di Fabrizio Costa (2016)
- Mia moglie, mia figlia, due bebè, regia di Eugenio Cappuccio (2016)
- Baciato dal sole – serie TV, regia di Antonello Grimaldi (2016)
- Basta un paio di baffi, regia di Fabrizio Costa (2019)
- L'amore, il sole e le altre stelle, regia di Fabrizio Costa (2019)
- Non ho niente da perdere, regia di Fabrizio Costa (2019)
- Volevo fare la rockstar – serie TV, regia di Matteo Oleotto (2019)
- Mai scherzare con le stelle!, regia di Matteo Oleotto (2020)
- Al posto suo, regia di Riccardo Donna (2020)
- Digitare il codice segreto, regia di Fabrizio Costa (2021)
- Tutta colpa della Fata Morgana, regia di Matteo Oleotto (2021)
- Mameli - Il ragazzo che sognò l'Italia, regia di Luca Lucini e Ago Panini – miniserie TV (2024)

## Riconoscimenti
- Ciak d'oro

2020 - Miglior produttore - Favolacce